# Гідромеханічне буріння
Гідромеханічне буріння (рос. гидромеханическое бурение, англ. hydromechanical drilling, нім. hydromechanisches Bohren n, Wasserschlagbohren n) — спосіб обертового буріння свердловин, при якому гірські породи руйнуються під впливом стаціонарних високонапірних струменів промивальної рідини (води або бурового розчину) і механічних породоруйнуючих елементів. Перші експерименти з цієї технології проведені радянським ученим А. П. Островським (1938).
Тиск рідини, необхідний для гідромеханічного буріння пухких слабкозцементованих гірських порід, — 20-50 МПа, м'яких і середніх — 70-100 МПа, міцних — 150 МПа.
Раціональні окружні швидкості переміщення насадок 10-40 см/с, осьові навантаження на породоруйнуючий інструмент 1-2 кН на 1 см діаметра інструмента.
При гідромеханічному бурінні (тиск до 100 140 МПа) досягнуте перевищення в 2-4 рази швидкості роторного буріння в аналогічних геологічних умовах.